# Eléazar Mélétinsky
Eléazar Moisséïevitch Mélétinsky, ou Mélétinski, Meletinsky (en russe : Елеаза́р Моисе́евич Мелети́нский), né le 22 octobre 1918 à Kharkiv, mort le 17 décembre 2005 à Moscou, est un philologue, historien de la culture et de la littérature et folkloriste soviétique et russe, fondateur de l'école de recherches de folkloristique théorique. Il a contribué directement à la création des encyclopédies Mythes des peuples du monde et Dictionnaire mythologique.
Il a été lauréat du prix d'État de l'URSS en 1990 pour Mythes des peuples du monde.

## Biographie
Eléazar Mélétinsky naît à Kharkov dans la famille d'un ingénieur civil, Moïsseï Lazarévitch Mélétinsky, et d'une neurologue, Raïssa Ioussifovna Margolis. Il est diplômé d'une école de Moscou, puis en 1940 de la Faculté de littérature, art et langue de l'Institut de philosophie, de littérature et d'histoire de Moscou (MIFLI).
Pendant la Deuxième Guerre mondiale, diplômé des cours d'interprètes de guerre, il combat sur le front sud, où il échappe à l'encerclement ennemi, puis sur le front du Caucase. Le 7 septembre 1942 il est arrêté sur des accusations d'agitation anti-soviétique et de trahison. Le 16 octobre 1942 il est condamné par un tribunal militaire à 10 ans de camp de travail assortie d'une interdiction légale de cinq ans et la confiscation de ses biens (art. 58-10 alinéa 2 et 58-1b du Code pénal de la RSFSR). Le 15 mai 1943 il est libéré de l'hôpital pénitentiaire d'Ovtchaly, près de Tbilissi, pour raisons de santé.
En 1943-1944, il poursuit ses études à l'université d'État d'Asie centrale de Tachkent, et en 1945 il soutient sa thèse sur « La période romantique dans l'œuvre d'Ibsen ».
En 1946 il rejoint l'université d'État de Petrozavodsk, en république de Carélie, où il dirige jusqu'en 1949 le département de littérature (en 1946-47, il dirige aussi le département de folklore du centre carélo-finnois de l'Académie des Sciences d'URSS, ou KarNTs RAN).
À nouveau arrêté au cours de la campagne antisémite de 1949, il passe un an et demi en prison préventive (dont cinq mois et demi à l'isolement) avant d'être condamné à dix ans d'emprisonnement. Il n'est libéré du camp, où était détenu également le philosophe Grigori Pomerants, et réhabilité, qu'à l'automne 1954. 
À partir de 1956 et jusqu'en 1994, il travaille à l'Institut de Littérature mondiale Gorki (IMLI RAN).
Il est rédacteur en chef de plusieurs dizaines de publications scientifiques, supervise les travaux collectifs de l'Institut, et prend une part active dans la création de l’Histoire de la littérature mondiale, dont les 8 tomes paraissent de 1984 à 1993. Il rédige en particulier les sections consacrées aux premières formes de l'art verbal, à la littérature de l'Europe médiévale, de Scandinavie, du Moyen-Orient et d'Asie centrale, aux traditions épiques des peuples du Caucase, d'Asie centrale et de Sibérie.
Membre du comité de rédaction (à partir de 1969), puis rédacteur en chef (1989) des séries Études sur le folklore et la mythologie de l'Orient et Contes et mythes des peuples de l'Orient, il est aussi membre de sociétés scientifiques internationales comme la Société pour l'étude du folklore narratif, en Finlande, ou l'Association internationale de sémiotique en Italie.
De 1989 à 1994, Mélétinsky occupe la chaire d'histoire et de théorie de la culture mondiale de la Faculté de philosophie de l'Université de Moscou (MGU). Vers la fin des années 1980 il donne des conférences dans des universités au Canada, en Italie, au Japon, au Brésil, en Israël, et intervient lors de congrès internationaux de folkloristique, de littérature comparée, de médiévistique et de sémiotique.
Début 1992, il est nommé à la tête de l'Institut de recherches en sciences humaines du RGGU (université d'État des sciences humaines de Russie). Il consacre beaucoup de temps et d'efforts à la réalisation de ses idées sur le développement d'une connaissance des sciences humaines rationnelle, à de larges recherches comparatives et typologiques des traditions culturelles, à la manière de combler le fossé entre les processus scientifiques et pédagogiques. Il supervise les travaux de séminaires scientifiques, et assure les fonctions de rédacteur en chef de la revue Arbor mundi, publié par l'Institut d'Études supérieures en sciences humaines à partir de 1992.
Il a été marié pendant de longues années à la philologue Irina Semenko, fille du poète futuriste ukrainien Mikhaïl Semenko. Après la mort de celle-ci, Meletinsky prend comme quatrième épouse la poétesse Elena Koumpan (qui meurt en 2013). Sa deuxième femme, Irina Mouraviova, s'est remariée avec Grigori Pomerants.
Décédé le 17 décembre 2005, Eléazar Mélétinsky est inhumé au cimetière Serafimovski.